# Braszlav (település)

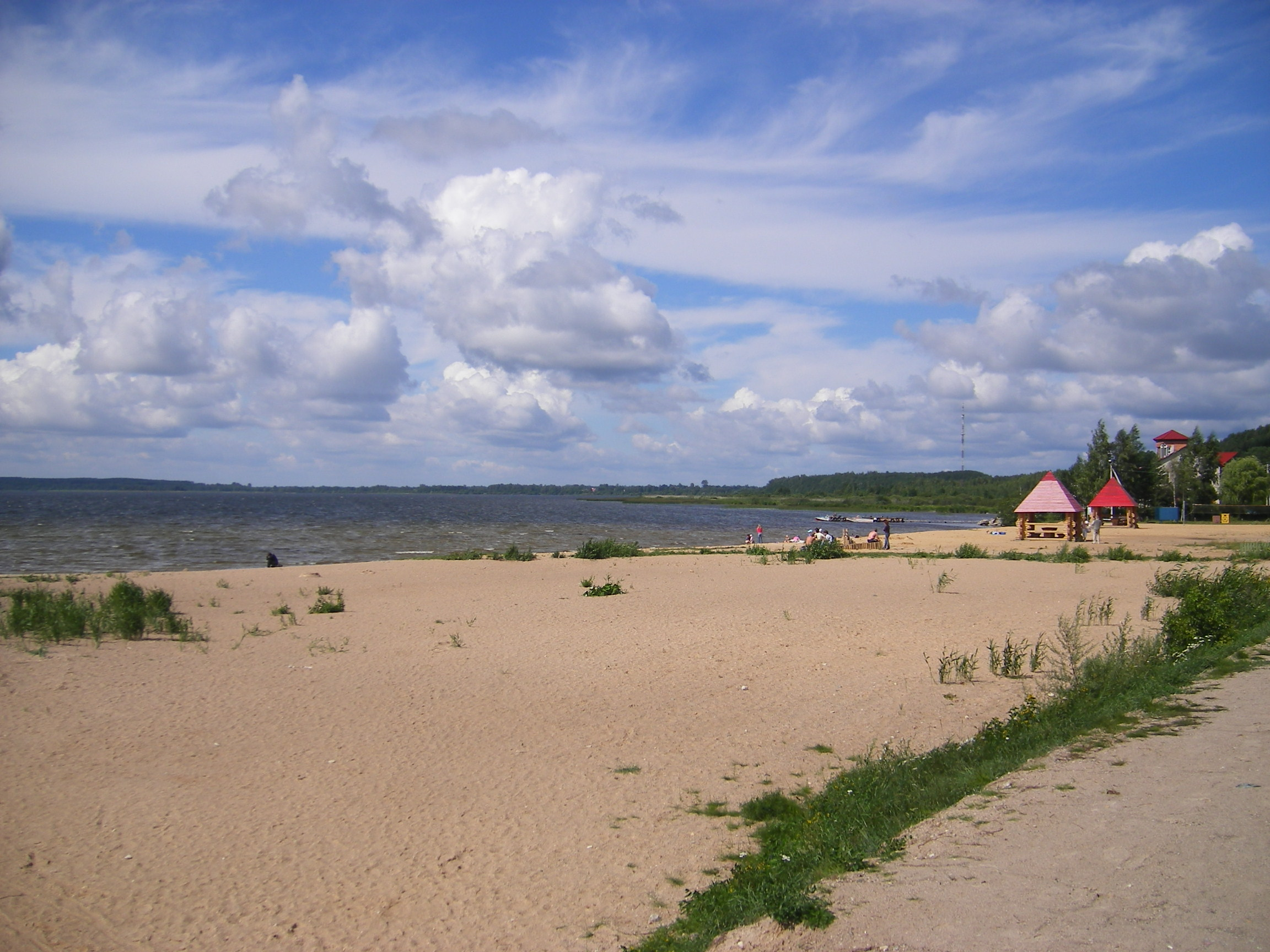
A Drivjati-tó partja Braszlavnál

Braszlav (Браслаў, oroszul Браслав, litván nyelven Breslauja) város Fehéroroszországban, a Vicebszki terület nyugati részén, a litván és a lett határ közelében, a Braszlavi járás székhelye. 2006-ban becsült népessége 12,6 ezer fő volt . Polacktól 123 km-re nyugatra fekszik, a Braszlavi-tóvidéken, a Drivjati-tó északi partján. 1995 óta a Braszlavi-tavak Nemzeti Park központja. 

## Történelem
Első írásos említése 1065-ből származik, ekkoriban a Polocki Nagyfejedelemség része volt. 1244-ben közelében zajlott le a braszlavi csata. A 14. században már erődítmény is állt itt, melyet 1413-ban a Német Lovagrend ostromolt. A vár romjai csak a 18. századra tűntek el. 1500-ban kapott városi jogokat. 1515-ben Novgorod és Pszkov hadai harcoltak itt a litván nagyfejedelem harcosaival. 1661-ben az oroszok csaknem teljesen elpusztították. 1793–1795 között vajdasági székhely volt, majd 1795-ben Oroszországhoz csatolták. 1794-ben Tadeusz Kościuszko felkelői harcoltak itt a cár csapataival, akik ismét felégették a várost. A lakosság részt vett az 1831-es és az 1863-as felkelésekben is. 1919-ben a helyi parasztok felkeltek a szovjethatalom ellen. 1919–1939 között Lengyelország Wiłnói vajdaságának járási (powiat) székhelye volt. 1939 szeptemberében a BSZSZK-hoz csatolták, majd 1940-ben ismét járási (rajon) székhely lett. 1941. június 27. – 1944. július 6. között német megszállás alatt volt. 1969-ben 5 ezer lakosa volt.

## Gazdaság

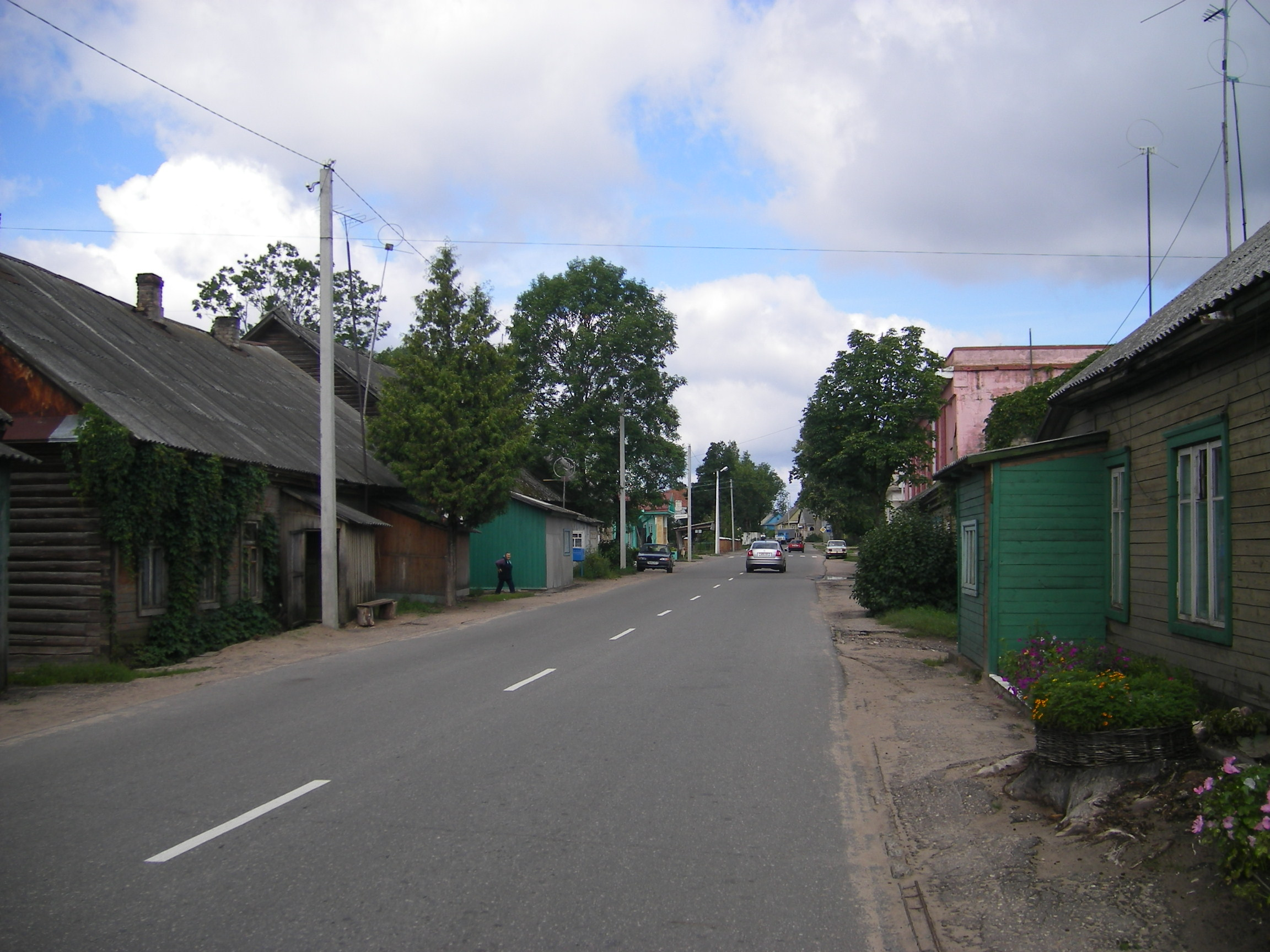
A Leninszkaja-utca

A város gazdasága elsősorban az idegenforgalmon alapszik. A tóvidék legszebb részeit felölelő nemzeti park látogatói csaknem mind felkeresik a várost. Élelmiszer- (halfeldolgozás) és könnyűipara is van.
Braszlavot a P14-es út köti össze Mjorin (45 km) keresztül Polackkal (123 km), valamint a lett határállomáson (Urbani, 13 km) át Daugavpilsszel (45 km). A P27-es főút Vidzin (36 km) át Pasztavival (78 km), a P3-as pedig Sarkavscsinával teremt összeköttetést. 

## Nevezetességek
A város két főutcája (Leninszkaja és Szovjetszkaja) a Drivjati- és a jóval kisebb Novjata-tó közötti földnyelven húzódik és a főtérbe torkollik, ahol a járási hivatal épülete és Lenin szobra áll. Egy kis dombon (Zamkovaja Gora) tárták fel az egykori erődítmény maradványait. A neoromán stílusú Szűz Mária-templom 1824-ben, az oroszos stílusban emelt Uszpenszkaja-templom pedig 1897-ben épült. A régi kórház 19. század végi épülete is említést érdemel.